# Samorogouan
Samorogouan est une commune rurale et le chef-lieu du département de Samorogouan situé dans la province de Kénédougou de la région des Hauts-Bassins au Burkina Faso.

## Géographie
Samorogouan est situé à environ 75 km à l'ouest de Bobo-Dioulasso.

## Histoire
Le 9 octobre 2015, une attaque terroriste de la brigade territoriale de gendarmerie par un groupe armé de trente hommes venant de Ténasso fait trois morts parmi les gendarmes,.

## Santé et éducation
Samorogouan accueille un centre de santé et de promotion sociale (CSPS).